# Царевец (област Добрич)
Вижте пояснителната страница за други значения на Царевец.
Царевец е село в Североизточна България. То се намира в община Добричка, област Добрич.

## География
Селото се намира на 12 km от Добрич и 15 km от Генерал Тошево.

## История
Старото име на селото е Каралес (Каралец, Каралез), кара означава черно а лес – гора, т.е. Черна гора.
По тази земя се заселил един турчин до каралес чешма, днес намираща се в с. Ст. Караджа.

## Население
Преброяване на населението през 2011 г.
Численост и дял на етническите групи според преброяването на населението през 2011 г.:
|                     | Численост | Дял (в %) |
| Общо                | 388       | 100,00    |
| Българи             | 190       | 48,96     |
| Турци               | 16        | 4,12      |
| Цигани              | 177       | 45,61     |
| Други               | 0         | 0,00      |
| Не се самоопределят | 0         | 0,00      |
| Неотговорили        | 0         | 0,00      |

## Редовни събития
Празникът на селото е Гергьовден, всички жители се събират на центъра.